# سبرينغ غروف (إنديانا)
سبرينغ غروف (بالإنجليزية: Spring Grove town, Indiana)‏ هي بلدة تقع بولاية إنديانا في الولايات المتحدة. تبلغ مساحتها 0.79 كم2، وترتفع عن سطح البحر 300 م، بلغ عدد سكانها 344 نسمة في عام 2010 حسب إحصاء مكتب تعداد الولايات المتحدة وتصل الكثافة السكانية فيها 435.4 نسمة لكل كيلومتر مربع (1,127.7/ميل2).

## التركيبة السكانية
حدّد مكتب تعداد الولايات المتحدة بيانات التركيبة السكانية لسبرينغ غروف في تعداد الولايات المتحدة. في ما يلي، التركيبة السكانية حسب تعدادي 2000 و2010.

### تعداد عام 2000
بلغ عدد سكان سبرينغ غروف 386 نسمة بحسب تعداد عام 2000، وبلغ عدد الأسر 132 أسرة وعدد العائلات 86 عائلة مقيمة في البلدة. في حين سجلت الكثافة السكانية 488.6 نسمة لكل كيلومتر مربع (1,265.5/ميل2). وبلغ عدد الوحدات السكنية 137 وحدة بمتوسط كثافة قدره 173.4 لكل كيلومتر مربع (449.1/ميل2).
وتوزع التركيب العرقي للبلدة بنسبة 94.82% من البيض و2.85% من الأمريكيين الأفارقة و1.55% من الأمريكيين ذوي الأصول الآسيوية و0.26% من الأعراق الأخرى و0.52% من عرقين مختلطين أو أكثر.
بلغ عدد الأسر 132 أسرة كانت نسبة 20.5% منها لديها أطفال تحت سن الثامنة عشر تعيش معهم، وبلغت نسبة الأزواج القاطنين مع بعضهم البعض 55.3% من أصل المجموع الكلي للأسر، ونسبة 8.3% من الأسر كان لديها معيلات من الإناث دون وجود شريك، بينما كانت نسبة 1.5% من الأسر لديها معيلون من الذكور دون وجود شريكة وكانت نسبة 34.8% من غير العائلات. تألفت نسبة 28.8% من أصل جميع الأسر من عدة أفراد يعيشون في نفس المنزل ونسبة 14.4% كانت تتألف من شخص يعيش بمفرده يبلغ من العمر 65 عاماً أو أكثر. وبلغ متوسط حجم الأسرة المعيشية 2.12، أما متوسط حجم العائلات فبلغ 2.55.
بلغ العمر الوسطي للسكان 57.0 عاماً. وكانت نسبة 11.9% من القاطنين تحت سن الثامنة عشر، وكانت نسبة 3.1% بين الثامنة عشر والرابعة والعشرين عاماً، ونسبة 15.8% كانت واقعةً في الفئة العمرية ما بين الخامسة والعشرين والرابعة والأربعين عاماً، ونسبة 25.9% كانت ما بين الخامسة والأربعين والرابعة والستين، ونسبة 15.8% كانت ضمن فئة الخامسة والستين عاماً فما فوق. يوجد لكل 100 أنثى 83.0 ذكر، ويوجد لكل 100 أنثى في الثامنة عشر من عمرها فما فوق 81.4 ذكر.
بلغ متوسط دخل الأسرة في البلدة 45,781 دولارًا، أما متوسط دخل العائلة فبلغ 51,500 دولارًا. وكان متوسط دخل الذكور 38,750 دولارًا مقابل 21,250 دولارًا للإناث. وسجل دخل الفرد الخاص بالبلدة 24,705 دولارًا. وكانت نسبة 7.8% من العائلات ونسبة 10.1% من السكان تحت خط الفقر، وكان من هؤلاء نسبة 31.4% تحت سن الثامنة عشر ونسبة 0% في الخامسة والستين من العمر وما فوق.

### تعداد عام 2010
بلغ عدد سكان سبرينغ غروف 344 نسمة بحسب تعداد عام 2010، وبلغ عدد الأسر 117 أسرة وعدد العائلات 77 عائلة مقيمة في البلدة. في حين سجلت الكثافة السكانية 435.4 نسمة لكل كيلومتر مربع (1,127.7/ميل2). وبلغ عدد الوحدات السكنية 133 وحدة بمتوسط كثافة قدره 168.4 لكل كيلومتر مربع (436.2/ميل2).
وتوزع التركيب العرقي للبلدة بنسبة 89.24% من البيض و5.52% من الأمريكيين الأفارقة و1.16% من الأمريكيين ذوي الأصول الآسيوية و4.07% من عرقين مختلطين أو أكثر و0.87% من الهسبانيون أو اللاتينيون من أي عرق.
بلغ عدد الأسر 117 أسرة كانت نسبة 24.8% منها لديها أطفال تحت سن الثامنة عشر تعيش معهم، وبلغت نسبة الأزواج القاطنين مع بعضهم البعض 51.3% من أصل المجموع الكلي للأسر، ونسبة 12% من الأسر كان لديها معيلات من الإناث دون وجود شريك، بينما كانت نسبة 2.6% من الأسر لديها معيلون من الذكور دون وجود شريكة وكانت نسبة 34.2% من غير العائلات. تألفت نسبة 30.8% من أصل جميع الأسر من عدة أفراد يعيشون في نفس المنزل ونسبة 10.3% كانت تتألف من شخص يعيش بمفرده يبلغ من العمر 65 عاماً أو أكثر. وبلغ متوسط حجم الأسرة المعيشية 2.17، أما متوسط حجم العائلات فبلغ 2.70.
بلغ العمر الوسطي للسكان 58.4 عاماً. وكانت نسبة 15.4% من القاطنين تحت سن الثامنة عشر، وكانت نسبة 3.8% بين الثامنة عشر والرابعة والعشرين عاماً، ونسبة 15.4% كانت واقعةً في الفئة العمرية ما بين الخامسة والعشرين والرابعة والأربعين عاماً، ونسبة 24.7% كانت ما بين الخامسة والأربعين والرابعة والستين، ونسبة 40.7% كانت ضمن فئة الخامسة والستين عاماً فما فوق. وتوزع التركيب الجنسي للسكان بنسبة 42.4% ذكور و57.6% إناث.